# Stefan Uteß
Stefan Uteß (Demmin, Mecklemburgo-Pomerânia Ocidental, 31 de outubro de 1974) é um ex-canoísta alemão especialista em provas de velocidade.

## Carreira
Foi vencedor da medalha de bronze em C-2 1000 m em Sydney 2000, junto com o seu colega de equipa Lars Kober.